# Surciny
Surciny (biał. Сурціны, Surciny; ros. Суртины, Surtiny) – wieś na Białorusi, w obwodzie mińskim, w rejonie dzierżyńskim, w sielsowiecie Putczyna.

## Historia
W XIX i w początkach XX w. położone były w Rosji, w guberni mińskiej, w powiecie mińskim.
W dwudziestoleciu międzywojennym leżały w Polsce, w województwie nowogródzkim, w powiecie wołożyńskim, w gminie Wołma. W 1921 miejscowość liczyła 103 mieszkańców, zamieszkałych w 17 budynkach, w tym 102 Polaków i 1 Rosjanina. 95 mieszkańców była wyznania rzymskokatolickiego i 8 prawosławnego.
Po II wojnie światowej w granicach Związku Sowieckiego. Od 1991 w niepodległej Białorusi.